# Où en êtes-vous?
Où en êtes-vous? é uma série de curtas-metragens documentais francesas lançadas a partir de 2014 e produzidas pelo Centro Georges Pompidou. Os filmes da coleção são encomendas a diferentes cineastas convidados para realizar um filme de forma livre em resposta à questão-título: "Onde está agora?".
A série começou com Où en êtes-vous, Bertrand Bonello?, estreando a 19 de setembro de 2014 e, até 2024, conta com 25 curtas-metragens realizadas. Entre elas estão obras de dois aclamados nomes do cinema português contemporâneo: João Pedro Rodrigues e Teresa Villaverde. Où en êtes-vous, João Pedro Rodrigues?, a sétima curta-metragem da série, foi apresentada a propósito de  uma retrospetiva integral dedicada ao cineasta, decorrida entre 25 de novembro de 2016 e 2 de janeiro de 2017, no Centro Pompidou, em Paris. Em Portugal, a obra integrou a secção de competição oficial do 25° Festival Internacional de Curtas-Metragens de Vila do Conde, onde estreou a 14 de julho de 2017. Où en êtes-vous, Teresa Villaverde? também foi lançado durante a retrospetiva à realizadora organizada pelo Centro Pompidou, realizada entre 15 de junho e 1 de julho de 2019. A sua primeira exibição pública em Portugal ocorreu a 24 de outubro do mesmo ano, no âmbito do 17º Festival Internacional de Cinema Documental de Lisboa.

## Produção
O museu parisiense Centro George Pompidou, por tradição, destaca no seu programa a cada temporada, o trabalho de um realizador contemporâneo. Estes eventos, geralmente incluem sessões de masterclass e de retrospetiva de filmes. Para além desta programação, esta instituição francesa financia e encomenda aos autores homenageados uma curta-metragem inédita para o evento. O filme parte da pergunta "Où en êtes-vous?" (em português, "Onde está agora?") que os realizadores podem responder de forma livre através de um ensaio fílmico assumindo a forma dee autorretrato, introspeção, revisão do trajeto de vida, meditação sobre identidade, desejos ou temas recorrentes.
Por duas ocasiões, a programadora do museu, Amélie Galli, convidou e homenageou realizadores portugueses. Justificou a escolha de João Pedro Rodrigues, porque "no seio de um cinema português extremamente vivaz, João Pedro Rodrigues impôs a sua singularidade desde o final dos anos 1990". Em 2019, a escolha de Teresa Villaverde deveu-se ao facto de ser "uma artista global que nos dá a sua visão sobre a sociedade e o mundo em que vivemos. Queremos sempre ter um realizador que conte histórias através do cinema, mas queremos também um artista que nos dê uma perspetiva sobre a contemporaneidade cinematográfica."

## Filmes

#### Où en êtes-vous, Bertrand Bonello?
- Realização: Bertrand Bonello.
- Duração: 16 minutos.[10]
- Produção:  Centre Pompidou, Arte France Cinéma, Les Films du Bal.[11]
- Data de lançamento: 19 de setembro de 2014.[3]
- Sinopse: Bertrand Bonello cria um autorretrato muito pessoal em forma de carta à filha, com a qual regressa aos locais de rodagem dos seus filmes e se questiona sobre os seus desejos.[12]

#### Où en êtes-vous, Tariq Teguia?
- Realização: Tariq Teguia.
- Duração: 19 minutos.[13]
- Produção: Centre Pompidou, Arte France Cinéma, Zendj, Neffa Films.[14]
- Data de lançamento: 6 de março de 2015.[15]
- Sinopse: Um ensaio em movimento, entre o Líbano, a Grécia, a Argélia e a França, o mais próximo possível daquilo que atravessa Tariq Teguia e o anima quando acaba de terminar o filme Révolution Zendj. De um país a outro, ele compõe o retrato dos seus companheiros de revolta, tanto quanto o seu.[16]

#### Où en êtes-vous, Yervant Gianikian et Angela Ricci Lucchi?
- Realização: Yervant Gianikian e Angela Ricci Lucchi.
- Duração: 21 minutos.[17]
- Produção:  Centre Pompidou, Arte France Cinéma.
- Data de lançamento: 25 de setembro de 2015.[18]

#### Où en êtes-vous, Sharunas Bartas?
- Realização: Šarūnas Bartas.
- Duração: 22 minutos.
- Produção:  Centre Pompidou, Arte France Cinéma.[19]
- Data de lançamento: 5 de fevereiro de 2016.[20]
- Sinopse: No coração da floresta de Vilnius, no chalé que faz de seu estúdio desde o início da década de 1990, Šarūnas Bartas fala acerca da essência daquilo que sustenta o seu cinema, as suas constantes e o que o tempo mudou. Imagens de arquivo das suas filmagens mostram-no a trabalhar, ao mesmo tempo que dão profundidade à vida que viveu com o cinema.[21]

#### Où en êtes-vous, Jean-Marie Straub?
- Realização: Jean-Marie Straub.
- Duração: 9 minutos.[22]
- Produção: Centre Pompidou, Arte France Cinéma, Belva Film.
- Data de lançamento: 27 de maio de 2016.[23]

#### Où en êtes-vous, Jafar Panahi?
- Realização: Jafar Panahi.
- Duração: 20 minutos.[24]
- Produção:  Centre Pompidou, Celluloid Dreams.[25]
- Data de lançamento: 7 de outubro de 2016.[26]
- Sinopse: Condenado pelo regime iraniano, Jafar Panahi continuou a usar artimanhas para realizar os seus filmes clandestinamente. Panahi está ao volante do seu carro e percorre a estrada sinuosa que o leva ao cemitério onde está enterrado o seu mentor, o cineasta Abbas Kiarostami.[27]

#### Où en êtes-vous, João Pedro Rodrigues?
- Realização: João Pedro Rodrigues.
- Cinematografia: Amândio Coroado, João Pedro Rodrigues, João Rui Guerra da Mata, José Magro e Jacob Wiener.
- Som: Nuno Carvalho.
- Montagem: João Pedro Rodrigues e Tomás Paula Marques.
- Duração: 20 minutos.[28]
- Produção: Le Fresnoy, studio national des arts contemporains, Centre Pompidou, Filmes Fantasma.[29]
- Data de lançamento: 25 de novembro de 2016.[30]
- Sinopse: Rodrigues ora convoca a memória do seu trajeto de vida, ora medita sobre a sua identidade,  desejos e temas recorrentes, da perda e da descoberta, da carnalidade à transcendência, através de adaptações de textos de David Thoreau e Nathaniel Hawthorne.[31]

#### Où en êtes-vous, Barbet Schroeder?
- Realização: Barbet Schroeder.
- Duração: 13 minutos.
- Produção: Centre Pompidou.[32]
- Data de lançamento: 21 de abril de 2017.[33]
- Sinopse: Através de uma parábola, Barbet Schroeder convida o espetador a refletir sobre o ódio. Depois de ouvir um filósofo expor sobre o mal e a vingança, o cineasta toma como exemplo a Birmânia, onde regressou recentemente para fazer um filme sobre os seguidores extremistas de Buda.[34]

#### Où en êtes-vous, Harmony Korine?
- Realização: Harmony Korine.
- Duração: 10 minutos.
- Produção: Centre Pompidou.[35]
- Data de lançamento: 6 de outubro de 2017.[36]

#### Où en êtes-vous, Christian Petzold?
- Realização: Christian Petzold.
- Duração: 23 minutos.[37]
- Produção: Centre Pompidou.[38]
- Data de lançamento: 23 de novembro de 2017.[39]
- Sinopse: Christian Petzold e Christoph Hochhäusler analisam uma sequência de O Homem Errado (1956), de Alfred Hitchcock. Falam de enquadramento e corte, interpretação, documentário e sonhos, até abordarem a questão essencial do lugar do narrador e, com ele, do realizador.[40]

#### Où en êtes-vous, Naomi Kawase?
- Realização: Naomi Kawase.
- Duração: 14 minutos.[41]
- Produção: Centre Pompidou.[42]
- Data de lançamento: 23 de novembro de 2018.[43]
- Sinopse: Kawase recria a atmosfera hipnótica que permeia a sua obra, entre deambulações, conversas telefónicas e memórias de infância.[44]

#### Où en êtes-vous, Amir Naderi?
- Realização: Amir Naderi.
- Duração: 13 minutos.[45]
- Produção: Centre Pompidou.[46]
- Data de lançamento: 5 de abril de 2018.[47]
- Sinopse: De Los Angeles, onde mora atualmente, Amir Naderi acaba de filmar a sua nova longa-metragem.[48]

#### Où en êtes-vous, Pippo Delbono?
- Realização: Pippo Delbono.
- Duração: 22 minutos.
- Produção: Centre Pompidou.[49]
- Data de lançamento: 5 de outubro de 2018.[50]

#### Où en êtes-vous, Isaki Lacuesta?
- Realização: Isaki Lacuesta.
- Duração: 17 minutos.[51]
- Produção: Centre Pompidou, La Termita Films.[52]
- Data de lançamento: 26 de novembro de 2018.[53]
- Sinopse: O cineasta catalão Isaki Lacuesta fala sobre si a partir de alguns dos diferentes lugares do mundo que visitou.

#### Où en êtes-vous, Želimir Žilnik?
- Realização: Želimir Žilnik.
- Duração: 20 minutos.
- Produção: Centre Pompidou.
- Data de lançamento: 11 de maio de 2019.[54]
- Sinopse: Inverno de 2019. Numa ilha fluvial na Voivodina, Želimir Žilnik procura atores não-profissionais para o seu novo projeto. Ao mesmo tempo, o negativo de seu filme inacabado e proibido de 1971, Liberty or Comic Strip, foi encontrado nos arquivos da Cinemateca de Belgrado. Ele reúne a equipa que, quase cinquenta anos depois, tenta finalizar o filme.

#### Où en êtes-vous, Teresa Villaverde?
- Realização: Teresa Villaverde.
- Cinematografia: Teresa Villaverde.
- Som: Vasco Pimentel, Hugo Leitão e Marcelo Tavares.
- Edição: Clara Jost.
- Duração: 17 minutos.[55]
- Produção: Centre Pompidou, Alce Filmes.[56]
- Data de lançamento: 15 de junho de 2019; 24 de outubro de 2019 (17º DocLisboa).[57]
- Sinopse: No Rio de Janeiro, moradores do bairro da Mangueira acompanham a transmissão televisiva enquanto os júris votam em cada escola de samba. Em 2019, a Mangueira levou ao Sambódromo um samba forte e ousado de resistência ao que está a acontecer no Brasil naquele momento. O filme testemunha a tensão na espera pela pontuação final e a grande alegria de pessoas de todas as gerações quando a Mangueira se sagra campeã do Carnaval 2019.[58]

#### Où en êtes-vous, Sébastien Lifshitz?
- Realização: Sébastien Lifshitz.
- Duração: 6 minutos.
- Produção: Centre Pompidou.[59]
- Data de lançamento: 4 de outubro de 2019.[60]

#### Où en êtes-vous, Richard Linklater?
- Realização: Richard Linklater.
- Duração: 20 minutos.[61]
- Produção: Centre Pompidou.[62]
- Data de lançamento: 25 de novembro de 2019.[63]

#### Où en êtes-vous? (Numéro 2)
- Realização: Bertrand Bonello.
- Duração: 14 minutos.
- Produção: Centre Pompidou, Fondazione Prada.
- Data de lançamento: 21 de julho de 2020.
- Sinopse: Bertrand Bonello retrabalha os minutos finais de seu filme, na forma de uma segunda carta escrita para sua filha, desta feita durante a pandemia de COVID-19.[64]

#### Où en êtes-vous, Kelly Reichardt?
- Realização: Kelly Reichardt.
- Duração: 9 minutos (Parte 1, Bronx, New York, November 2019) e 10 minutos (Parte 2, Cal State Long Beach, CA, January 2020).[65]
- Produção: Centre Pompidou.
- Data de lançamento: 14 de outubro de 2021.[66]

#### Où en êtes-vous, Nicolas Klotz et Élisabeth Perceval?
- Realização: Nicolas Klotz e Élisabeth Perceval.
- Duração: 36 minutos.
- Produção: Centre Pompidou.[67]
- Data de lançamento: 2 de dezembro de 2021.[68]

#### Où en êtes-vous, Tonino De Bernardi?
- Realização: Tonino De Bernardi.
- Duração: 36 minutos.
- Produção: Centre Pompidou, Lontane Province Film.[69]
- Data de lançamento: 23 de janeiro de 2022.[70]

#### Où en êtes-vous, Tsai Ming-Liang?
- Realização: Tsai Ming-Liang.
- Duração: 21 minutos.
- Produção: Centre Pompidou, Homegreen Films.[71]
- Data de lançamento: 2 de dezembro de 2022.[72]
- Sinopse: Por motivos de saúde, Tsai Ming-Liang e Kang-Sheng estabelecem-se nas montanhas, sem vizinhos, cercados por propriedades abandonadas.[73]

#### Où en êtes-vous, Joanna Hogg?
- Realização: Joanna Hogg.
- Duração: 10 minutos.
- Produção: Centre Pompidou.[74]
- Data de lançamento: 16 de março de 2023.[75]

## Reconhecimento crítico
Em 2017, Où en êtes-vous, João Pedro Rodrigues? foi eleito o melhor filme da competição nacional do Curtas Vila do Conde Festival Internacional de Cinema, e em 2018 foi nomeado para a 7ª edição dos Sophia, na categoria de Melhor curta-metragem em documentário.